# Đông Quan (huyện)
Đông Quan là một huyện cũ thuộc tỉnh Thái Bình, Việt Nam.

## Vị trí địa lý
- Phía Bắc giáp huyện Phụ Dực.
- Phía Nam giáp thị xã Thái Bình và 2 huyện Vũ Tiên và Kiến Xương.
- Phía Đông giáp 2 huyện Thái Ninh và Thụy Anh.
- Phía Tây giáp huyện Tiên Hưng.

## Lịch sử
Từ cổ đến thời thuộc nhà Minh, huyện Đông Quan gọi là Cổ Lan, từ thời nhà Hậu Lê đến nhà Nguyễn đổi tên thành huyện Đông Quan và thuộc phủ Thái Ninh (tên phủ này thời nhà Lý là hương Thái Bình, nhà Trần gọi là lộ An Tiêm, nhà Hậu Lê gọi là phủ Thái Bình, nhà Tây Sơn gọi là phủ Thái Ninh, đầu nhà Nguyễn gọi là phủ Thái Bình sau đổi là Thái Ninh).
Các năm 1832-1890, phủ Thái Bình thuộc tỉnh Nam Định, sau đó mới thuộc tỉnh Thái Bình. Lỵ sở của phủ Thái Bình, vào thời nhà Hậu Lê, lúc đầu là ở xã Đông Động, huyện Đông Quan, sau chuyển về Cát Đàm.
Ngày 2 tháng 12 năm 1955, chuyển xã Trọng Quan về huyện Tiên Hưng quản lý, chuyển hai xóm Tân An và Thái Học của xã Liên Phương vào huyện Phụ Dực để sáp nhập với hai thôn Trung Thượng và Tràng Lữ của xã Tân Mỹ (huyện Phụ Dực) thành xã An Tràng, chuyển hai xóm Thông Liệt và Vĩnh Linh của xã Đằng Giang (huyện Thái Ninh) vào huyện Đông Quan để sáp nhập với thôn Phù Xá của xã An Bình thành xã Đông An.
Ngày 17 tháng 6 năm 1969, huyện Đông Quan được hợp nhất với huyện Tiên Hưng thành huyện Đông Hưng.

## Hành chính
Đến năm 1969, huyện Đông Quan có 25 xã: Đông Á, Đông Các, Đông Cường, Đông Động, Đông Dương, Đông Giang, Đông Hà, Đông Hòa, Đông Hoang, Đông Hợp, Đông Huy, Đông Kinh, Đông La, Đông Lĩnh, Đông Mỹ, Đông Phong, Đông Phương, Đông Quang, Đông Sơn, Đông Tân, Đông Thọ, Đông Vinh, Đông Xá, Đông Xuân, Hoàng Diệu.